# Angie Stardust

Angie Stardust in West-Berlin, ca. 1980

Angie Stardust (* 23. Dezember 1939 in Norfolk, Virginia; † 21. Oktober 2007 in Hamburg) war eine schwarze deutsch-US-amerikanische trans Sängerin, Bühnenkünstlerin, Filmschauspielerin und Nachtclubbetreiberin. Sie trat auch als Dragqueen auf.

## Leben
Angie Stardust wurde 1939 in Norfolk (Virginia) geboren, zog jedoch bald nach der Scheidung der Eltern mit ihrer Mutter nach Harlem (New York City). Bereits mit 14 stand sie das erste Mal auf der Bühne und setzte sich gegen den Rassismus in der weißen Travestie-Szene durch, unter anderem trat sie im bekannten „82 Club“ und in der „Jewel Box Review“ auf. Sie berichtete, während dieser Zeit von rassistischen und transfeindlichen Übergriffen durch die New Yorker Polizei betroffen gewesen zu sein. Bereits in New York begann sie mit ihrer Transition, woraufhin sie weniger Auftrittsmöglichkeiten erhielt. Vermutlich deshalb tourte sie durch Europa und trat in Cannes, Marseille und Paris auf. 1974 ließ sie sich endgültig in Deutschland nieder, zunächst in West-Berlin, wo sie im „Chez Nous“ auftrat und 1983 in Rosa von Praunheims Film Stadt der verlorenen Seelen - Berlin Blues mitspielte. In dem musicalartigen Film verkörperte sie eine transsexuelle Pensionswirtin und Dragqueen aus New York, die in West-Berlin lebt.

Angie Stardust auf der Bühne in ihrem Angie's Nightlclub, Hamburg, ca. 1992

1983 ging sie nach Hamburg, wo nach dem Krieg eine der lebendigsten Travestie-Szenen entstanden war. Dort leitete sie das „Crazy Boys“, das erste schwule Striptease-Theater in Deutschland. Sie wurde schnell zum Star des Pulverfass-Cabarets, das bis heute existiert. 1991 gründete sie ihren eigenen Nachtclub, „Angie’s Nightclub“ im Schmidts-Tivoli-Theater, in dem sie besonders in den Anfangsjahren jeden Abend auftrat und mit rauchiger Stimme ihre Lieblingsstandards aus Soul und Jazz, Pop und Musical sang und befreundeten Künstlern und Nachwuchstalenten eine Bühne bot. „Sie hat mit ihrer Persönlichkeit, ihrer Präsenz und ihren Entertainmentqualitäten das Flair hereingebracht“, sagte der Theaterleiter Corny Littmann. Ihr Hit Do it Yourself wurde auch weit über die Szene hinaus bekannt. Als Hamburger Szenepersönlichkeit erhielt sie den Beinamen „Big Mama of Soul“. Ihr Nachtclub, der bis heute existiert, zählte zahlreiche Prominente zu regelmäßigen Gästen, darunter Sängerin Marla Glen, Thomas D von den Fantastischen Vier, Komiker Helge Schneider, Schauspieler Moritz Bleibtreu oder US-Regisseur Oliver Stone.
Ende der 1990er Jahre erlitt Stardust einen Herzinfarkt und mehrere Schlaganfälle und gab die Leitung des Nachtclubs ab. Ihre letzten Lebensjahre benutzte Angie Stardust einen Rollstuhl und hatte eine Pflegerin, Annette Tillmann. 1998 konnte die Lübecker Wunsch Company e.V. ihren Herzenswunsch erfüllen, noch einmal Paris zu sehen, wozu die Deutsche Botschaft einen Fahrer zur Verfügung stellte. Stardust starb im Alter von 67 Jahren. Am 16. November 2007 fand ein Gedenk-Konzert im Angie‘s Nightclub statt. Sie wurde auf dem Friedhof Ohlsdorf in einem sogenannten Urnen-Reihengrab ohne Grabstein beigesetzt. Die genaue Grablage lautet Bg 63, 274.

## Filmografie
- Hard Women (1970)
- Perrak (1970)
- Abflug Bermudas (1976)
- Die Alptraumfrau (1981)
- Stadt der verlorenen Seelen (1983)
- Welcome All Sexes: 30 Jahre Teddy Awards (2016)

## Diskografie
- Lady Madame, Chez Nous, 1990
- Do It Yourself, Polydor, 1994
- Stadt der Verlorenen Seelen, 1983
- Inside Me, ok magic, 1995